# Google Jamboard

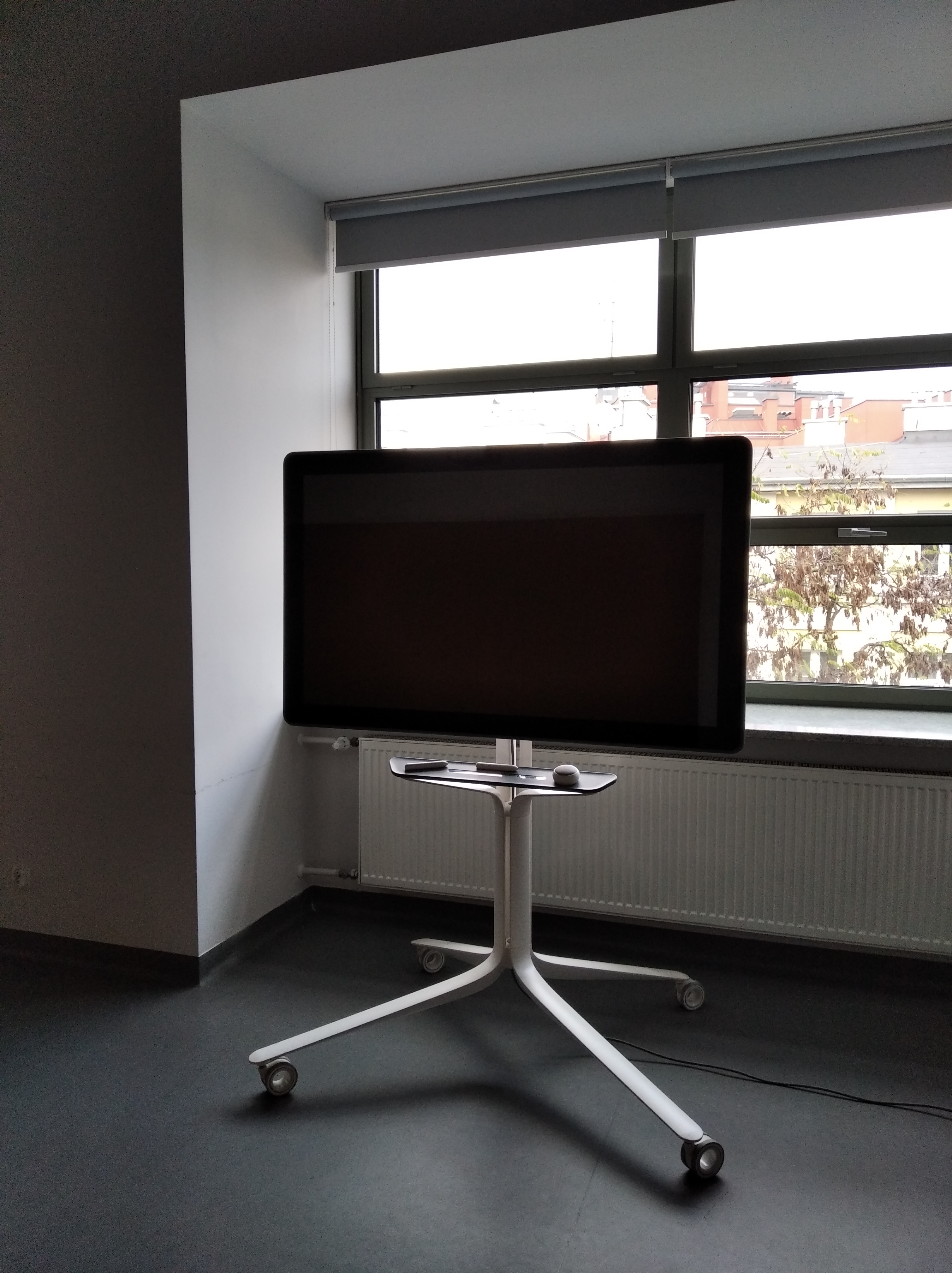

O Jamboard foi um quadro interativo desenvolvido pelo Google, como parte da família G Suite.  Foi anunciado oficialmente em 25 de outubro de 2016.  Ele tem um monitor touchscreen 4K de 55", e tem compatibilidade para colaboração on-line através de suporte multi-plataforma. O monitor também pode ser montado em uma parede ou ser configurado em um suporte.
Em setembro de 2023 foi informado de que o serviço deixará de funcionar no final de 2024.

## História
Depois que o Google Apps for Work foi lançado em 2006, o serviço com base em assinatura foi anunciado como G Suite em 29 de setembro de 2016, juntamente com anúncios de integração de aprendizado de máquina nos programas do Google Drive, um novo design dos Hangouts e o anúncio do Team Drive. 
Em 25 de outubro, o gerente de produto do G Suite, TJ Varghese, anunciou o Jamboard no blog oficial do Google.   O trailer de anúncio do produto foi lançado no mesmo dia no YouTube.   O site também foi lançado simultaneamente no mesmo dia, bem como uma versão com rumores de um "Early Adopter Program" para o dispositivo. 

## Design
O dispositivo pode ser montado em uma parede ou, por padrão, ser montado em um suporte vertical com rodas. 

### Hardware
O Jamboard possui uma tela de toque de 55 " 4K e tem uma taxa de atualização de 60 Hz ,  e é capaz de detectar até 16 pontos de contato em qualquer lugar.   Ele também inclui conectividade Wi-Fi , uma câmera frontal HD , microfone e alto-falantes embutidos.   A tela sensível ao toque é controlada por uma caneta dedicada para controlar o dispositivo ou desenhar nele, além de uma borracha. 

### Software
O Jamboard também possui um sistema operacional que coincide com o ecossistema do G Suite.  O principal controlador do Jamboard pode abrir um "jam", que é uma sessão onde os usuários podem participar e trabalhar em projetos dentro do espaço disponível.  Qualquer serviço compatível com o G Suite também pode ser executado em qualquer dispositivo conectado. 

## Lançamento
O Jamboard foi lançado em maio de 2017 e vendido por £3.999 com uma taxa de suporte anual de $ 600.  